# Alí Rodríguez Araque
Alí Rodríguez Araque (Ejido, Mérida, 9 de septiembre de 1937-La Habana, 19 de noviembre de 2018) fue un abogado, político y diplomático venezolano. Ejerció entre algunos cargos el de secretario general de la Unasur (2012-2014) y ministro de Energía Eléctrica de Venezuela. 
Antiguo líder guerrillero comunista, ocupó diversos puestos en el gobierno del presidente Hugo Chávez, como el de ministro de Energía y Minas (petróleo), canciller (Ministerio de Relaciones Exteriores), ministro de Economía y Finanzas, secretario general de la OPEP, presidente de PDVSA, y embajador de Venezuela en Cuba.

## Biografía
Alí Rodríguez nació en Ejido, Estado Mérida, el 9 de septiembre de 1937. Titulado de abogado, fue egresado de la Universidad Central de Venezuela de Caracas en 1961. Realizó estudios de Economía, especializándose en materia petrolera y ha escrito varias obras sobre el sector energético.

## Primeras actividades políticas
Durante los años 60 y 70 del siglo XX, era un activo guerrillero de los grupos armados de las FALN que luchaban contra los gobiernos del llamado Pacto de Puntofijo, que conformaba la alternancia exclusiva del bipartidismo COPEI y AD. Rodríguez Araque adoptó el seudónimo "Comandante Fausto", liderando frentes guerrilleros destacando como experto en explosivos. Ingresó en 1966 en el Partido de la Revolución Venezolana (PRV) de tendencia marxista, donde colaboró activamente con el líder guerrillero Douglas Bravo.
En agosto de 1979, y luego de una profunda crisis estructural interna del PRV, abandona las filas de esta organización y con el grueso de militantes crea "Tendencia Revolucionaria", grupo semi legal que inicialmente mantuvo una posición guerrerista pro lucha armada pero que en realidad no logró consolidarse como núcleo revolucionario en ese momento. 
En 1983, Rodríguez decidió dejar las armas, aunque hace más de una década en 1971 el presidente Rafael Caldera había decretado una amnistía y pacificación. Rodríguez siguió la política pacífica parlamentaria por una escisión del Partido Comunista de Venezuela: Causa R, desde 1983 a 1997, durante este último año fue disidente de su partido y se alió a la corriente de Pablo Medina, de ella surgió una nueva organización Patria Para Todos, conformado por los causaerristas que apoyaron el Caracazo. Rodríguez había apoyado la intentona golpista del 4 de febrero de 1992 así como al líder de la rebelión el teniente coronel Hugo Chávez, como candidato presidencial a las elecciones de diciembre de 1998, el cual ganó.
Rodríguez adquirió una reputación como negociador y buscador del consenso, aunque él era un opositor firme de la privatización en el sector petrolero durante los años 1990 (los paquetes petroleros de los gobiernos de Carlos Andrés Pérez y Rafael Caldera).

## Carrera política
Rodríguez fue elegido ministro de la energía de Venezuela a partir de 1999, cuando Chávez accedió a la presidencia, estando en dicho cargo hasta el año 2000. En ese mismo año fue elegido secretario general de la OPEP promoviendo la reducción de petróleo para conseguir un aumento de su valor en los mercados, fue relevado en el cargo el 31 de junio de 2002 por su compatriota Álvaro Silva Calderón. Pasando a ejercer el cargo de presidente de la compañía petrolera propiedad del gobierno de Venezuela Petróleos de Venezuela (PDVSA), donde falló en sus esfuerzos de resolver el conflicto interno que enfrentaba la directiva de la empresa con el gobierno, y finalmente tuvo que sacar de nómina a más de quince mil trabajadores que abandonaron sus puestos de trabajo en una prolongada huelga general de dos meses y que afecto a PDVSA, calificado por el chavismo como Golpe petrolero.

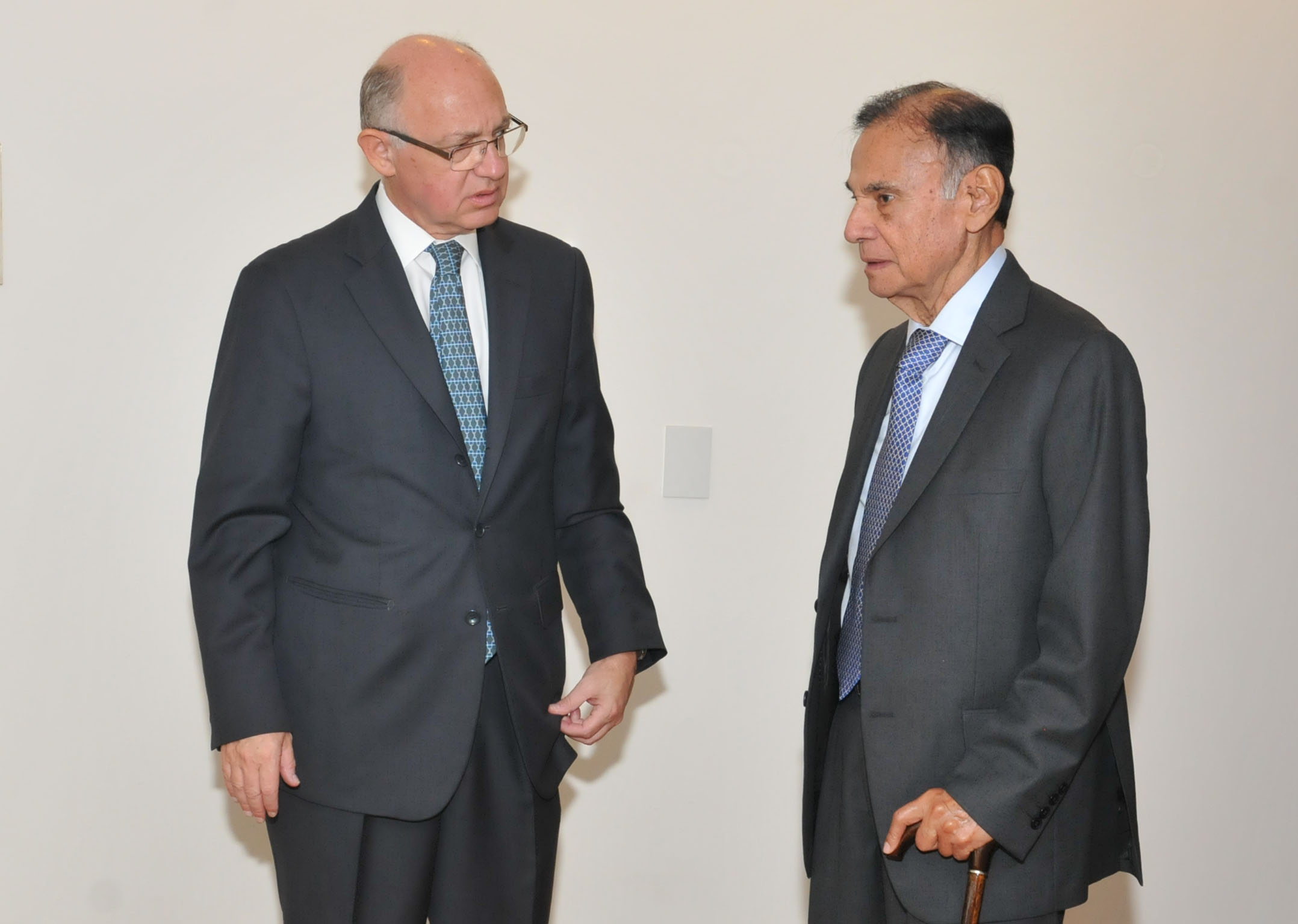
Héctor Timerman y Rodríguez Araque.

Rodríguez permaneció en ese cargo hasta noviembre de 2004. En un cambio de su gabinete, Chávez lo designó Ministro de Asuntos Exteriores sustituyendo a Roy Chaderton, quien dejó el cargo por problemas de salud. En este cargo, Rodríguez defendió al gobierno de Chávez en organismos internacionales como la ONU y la OEA junto a su colega Jorge Valero, embajador de Venezuela ante la OEA, ante las presiones diplomáticas de Estados Unidos. Dirigió muchos viajes del presidente Chávez al extranjero, se opuso firmemente a la implantación del tratado de comercio ALCA, promovió el acuerdo de comercio ALBA entre Venezuela, Cuba y Bolivia, en su cargo consiguió que Venezuela fuera miembro de pleno derecho de Mercosur. En 2006 sufrió un ataque cardiaco que lo obligó a dejar el cargo, siendo sustituido por Nicolás Maduro, hasta entonces diputado y Presidente de la Asamblea Nacional y considerado de línea más dura y cercano a Chávez. El 1 de septiembre de 2006 fue asignado Embajador de Venezuela en La Habana, Cuba. Un año después en 2007 se dio de baja en el PPT e ingresó en el recién fundado Partido Socialista Unido de Venezuela, encargado de aglutinar la mayoría de las organizaciones pro gubernamentales. En junio de 2008 cesó en el cargo de embajador y regresó al gabinete ministerial del presidente Chávez como Ministro de Economía y Finanzas, debido a lo cual es representante de Venezuela ante el FMI.
En 2010 fue nombrado Ministro de Energía Eléctrica, y se mantuvo en ese cargo durante la crisis energética de Venezuela de 2009-2010. Fue reemplazado brevemente en enero de 2011 por su hasta entonces viceministro Héctor Navarro, debido a problemas de salud. En 2012 ocupó la Secretaría General de la Unasur hasta 2014, año en que fue designado como embajador de Venezuela en Cuba, cargo que ocupó hasta su muerte, ocurrida el 19 de noviembre de 2018.